# Eastern Australia Airlines
 (septembre 2019).
Eastern Australia Airlines Pty Ltd est une compagnie aérienne basée sur les terrains de l'aéroport de Sydney à Mascot, Nouvelle-Galles du Sud, Australie. Il s'agit d'une compagnie aérienne nationale régionale desservant seize destinations en Australie sous la bannière QantasLink et depuis décembre 2015 six destinations en Nouvelle-Zélande, pour le compte de Jetstar Airways. Sa base principale est l'aéroport de Sydney, avec un hub à l'aéroport de Melbourne.

## Historique
La compagnie a été fondée en 1949 sous le nom de Tamworth Air Taxi Service, abrégé ensuite en Tamair. Elle devient Eastern Australia Airlines seulement en 1986. En 1988 Australian Airlines entre à son capital puis l'acquiert en totalité trois ans plus tard. Qantas l'achète en 1992.